# 星耀學園
《星耀學園》，簡稱《星耀》，是一部台灣原創漫畫作品，也是愛尼曼數位科技(Animen)首部原創動漫作品企劃，目前該作品已發展出包括漫畫、小說、遊戲、周邊等一系列原創故事內容與衍伸性商品，並與眾多知名手機遊戲進行授權與聯動合作。該作品最大特色在於採用了中國三大五術之一的「紫微斗數」文化內容作為其原創企劃發想，因此獲得市場廣泛的關注。作品劇情主軸是以一所專門培育伏靈師的學校「星耀學園」為故事的核心背景，並以學園內十四名伏靈師家族的子女為主要角色，描述他們從見習伏靈師邁向職業伏靈師的過程中所經歷的校園趣事與冒險故事。
漫畫原案為愛尼曼數位科技，漫畫原作為台灣職業漫畫家御村了，角色設計與作品原畫由台灣職業插畫家KAWORU擔當，紫微斗數學術考據資料由白話文風水命理顧問與天密紫微斗數學會提供。
漫畫於2015年首先授權布卡漫畫發行簡體中文電子版。2016年於日更計劃發布繁體中文電子版後，同年亦在中國大陸近30個主要線上渠道同步發行簡體中文電子版，並由愛尼曼數位科技出版發行繁體中文版漫畫單行本。
小說於漫畫正式公開前便已出版，與漫畫不同之處在於，小說故事採用了星耀學園學生會會長煌煉作為主角，而非漫畫主角上官妃雪。原案為愛尼曼數位科技，原作為台灣職業小說家宴平樂，小說第一集插畫邀請到香港職業插畫家青空繪製，第二集開始由KAWORU擔當後續所有小說的插畫繪製，2014年3月於台灣、香港等地出版發行繁體中文版實體小說。

## 概述
星靈，遠古至今一直存在於世界的精靈，其生態為謎，真面目更是無人知曉。星靈會附身在有形體的生物或非生物上，藉此引發各種異常的現象，並對人類的生活與社會造成各種影響，甚至引發世界的動盪及災難。為了抗衡，人類創造出能夠封印星靈、甚至進而操控牠們的手段。自然，以收服星靈為生的的職業便開始盛行，一種專門使用星耀卡收伏與操縱星靈的職業『伏靈師』誕生了。
在人類歷史上出現過十四位最優秀的伏靈師，他們曾擊敗十四顆最強大的星靈，並與之結下契約、由其歷代家族所供奉著；而這些家族被尊稱為最強的十四大伏靈師家族—「十四星家族」。伏靈師家族的子女們為了能成為優秀的伏靈師，必須進入全世界唯一的伏靈師專門培育機構，學習使用星耀卡的技術，並運用這些技術來執行各種與星靈相關的任務。而所有的故事，便是從伏靈師的搖籃星耀學園開始的。
《星耀學園》主要是以中國三大五術文化中的紫微斗數為基礎，並將其所擁有的龐大學術架構與文化背景進行一系列的動漫化製作，包括星座的擬人化、紫微元素的故事化、命理學術的年輕化、以及最終將其數位化與實體化延伸，透過漫畫、小說、音樂、動畫、遊戲以及各類型精緻商品來呈現。此作品最主要的開發中心思想，是希望能讓紫微斗數在透過更革命式的創新包裝後，更顯得精緻年輕與充滿創意，也讓一般社會大眾或年輕族群能更簡單地認識這項中國傳統學術文化。

## 歷史
- 2011年-首先推出紫微斗數甲級星座擬人化的十四位主要角色，於同人活動推廣。
- 2012年-於同人活動推出本傳續集與番外篇。
- 2012年-推出限量星耀學園動漫周邊精品與商品。
- 2013年-推出作品同名系列Windows單機遊戲《星耀學園-遺願的繼承者 （页面存档备份，存于）》，僅限於台灣地區限量販售。
- 2014年-於同人活動推出星耀學園首本全彩插畫本。
- 2014年-推出同名系列華文原創輕小說《星耀學園-赤狼的戰歌》共計五冊，愛尼曼數位科技原案及發行，宴平樂著，KAWORU插畫。
- 2014年-授權卡普空《鬼武者 魂 （页面存档备份，存于）》系列遊戲推出星耀專屬角色包與限定副本。
- 2015年-推出官方正式版本的商業長篇連載漫畫，以數位漫畫方式於日更計劃定期連載。
- 2015年-授權台灣碩網(So-net)旗下代理遊戲《白貓Project》推出星耀學園專屬角色系列限定池與紀念副本。
- 2016年-授權台灣遊戲團隊未完童話旗下手機遊戲《御界神紀 （页面存档备份，存于）》，並推出星耀學園專屬角色系列轉蛋組與紀念關卡。
- 2016年-授權台灣碩網(So-net)旗下代理遊戲《問答RPG 魔法使與黑貓維茲》推出星耀學園專屬角色系列限定的超級轉蛋機與限定副本。
- 2016年-推出官方正式版本漫畫《星耀學園 Vol.1》單行本由愛尼曼數位科技發行。
- 2016年-授權香港遊戲團隊Skytree旗下即時對戰音樂節奏遊戲《Hachi Hachi》（iOS / Android）推出期間限定「星耀舞台」特別合作活動。
- 2016年-授權奧爾資訊代理遊戲《蒼之騎士團》推出星耀學園專屬角色系列限定的活動與故事副本。
- 2017年-授權台灣碩網(So-net)旗下代理遊戲《問答RPG 魔法使與黑貓維茲》第二次推出星耀學園專屬角色系列限定的超級轉蛋機與限定副本。
- 2018年-授權奧爾資訊代理遊戲《蒼之騎士團》第二次推出星耀學園專屬角色系列限定的活動與故事副本。

## 登場人物
上官妃雪（紫微星）
作品裡的第一女主角，上官家長女，所屬的上官家為十四星家族之首，因其天生優秀的繼承血統與領袖特質，從小就被指定為最強帝座之星靈「紫微星」的繼承人，並以星耀學園建校以來最優秀的成績通過入學考試。平時上官妃雪總是維持著全方位的優異表現，努力保持著模範生般的好形象，在各方面來說也是學園內的名人。而上官妃雪不斷自我精進的背後，亦是希望有朝一日能成為足以匹配上官家繼承人身份的職業伏靈師。
於2013年的線上星耀學園角色人氣投票裡得到了粉絲與讀者人氣第一名。
拓兒（破軍星）
十四星家族〝拓氏家〞的獨女，單純率真的行動派主義者，也是星耀學園裡出了名的孩子王與問題兒童，十足的好奇寶寶一個，三不五時會想到一些鬼點子，並把身邊的人捲入沒有任何計畫的事件裡，對於自己無意中展現出來的怪力與破壞力也毫無自覺，於漫畫第一話登場，並認識了新入學的上官妃雪後與之成為室友，十分親近上官妃雪。
赫卡蒂·安布羅斯（廉貞星）
英國的世襲貴族少女，來自十四星家族中唯一的西方家族〝安布羅斯家族〞，也是西方最具代表性的伏靈師家族，與上官妃雪同時期入學，擁有神乎奇技的第六感、對於情報的收集與運用情有獨鍾，於漫畫第10話登場。
望月幽蘭（巨門星）
擁有狼耳朵與狼尾巴的狼少女，來自十四星家族中最神祕的東洋部族〝望月家〞。
姬紗羅（貪狼星）
十四星家族姬旗部影視集團的千金，有「星耀學園一姬」的美名，為星耀學園學生會活動委員。
琥珀（武曲星）
十四星家族，琥氏財團的繼承人。
煌煉（太陽星）。
星耀學園學生會會長，熱血笨蛋一枚，由於其粗枝大葉又少根筋的個性，常常得讓副會長洛宇臣幫他收拾爛攤子，富有榮譽心與正義感、大而化之不拘小節、雖然有時愛出風頭、但在關鍵時刻所展現出來的大將之風與決策判斷力不容小覷，同副會長洛宇臣於漫畫第7話登場。
洛宇臣（太陰星）
星耀學園學生會副會長，十四星家族〝皓天科技集團〞的接班人，除了經常幫會長煌煉收拾爛攤子外，更一手包辦了學生會裡的大小事務。心思細膩，行事穩重謹慎、溫文儒雅、擁有獨特的沈穩氣質、自我要求極高，到了近乎潔癖的地步、行事作風力求一切盡需在掌握之中，同會長煌煉於漫畫第7話登場。
古凌茜（天府星）
古原士家長女，為僅次於上官家的第二大伏靈師家族繼承人。
酢小姜（天同星）
十四星家族，酢香書坊的單傳獨女。
甄巧（天相星）
十四星家族，萊奇娛樂世界的企業繼任者。
梁悠璃（天梁星）
十四星家族〝梁仁堂醫學世家〞備受矚目的醫藥師，精通中西醫學精隨，興趣是嚐百草與密製新藥，平時大部分時間在保健室裡實習，個性成熟穩重，膽大心細，且為人隨和健談，頭腦清晰，十分的精明，但有時會忽然出現自言自語的黑化行為，對男女有明顯的差別待遇。似乎某些緣故而極端的排斥男性。帶有若干百合屬性，對可愛的女孩子，尤其是蘿莉無抗拒之力，有妄想癖，總是在腦中模擬百合情境或者聽錯人家的話而妄想過頭噴鼻血倒地，因而時常造成貧血，對初霜已經到了各種痴狂與犯花癡的地步，於漫畫第11話的番外篇首次登場，並對上官妃雪展示了獨創的舌之觸診術。
初霜（七殺星）
十四星家族〝七星國際兵工廠〞的繼承者，行事重視紀律的實力派角色，十分重視上下屬的關係，並且對自我及他人的要求都極其嚴格。擔任星耀學園風紀委員長，掌管由雙星班學生構成的星耀學園風紀委員會，於漫畫第2話登場，受到妃雪的崇拜，也是拓兒最為懼怕的人物。
米諾娃·達·芬奇（天機星）
十四星家族，達芬奇研究室的首席天才博士，個性懶散，足不出戶，對研究以外的事物不感興趣。現為學生會資訊委員，擅自改造並長期居住在學生會倉庫裡。
衛聖梓
於漫畫第一話登場，星耀學園北斗星學院單星班學生，與妃雪及拓兒同班，比妃雪早一年進入星耀學園就讀，於入學時同徐守娟被拓兒笑稱「廁所姊妹花」（「徐守娟」諧音「洗手間」，「衛聖梓」諧音「衛生紙」），因此事好一陣子在班上被當成笑柄，進而交不到朋友，而這件事情也導致對拓兒懷恨在心，時常伺機報復或找麻煩，在上官妃雪入學時，與徐守娟計畫拉攏妃雪來排擠拓兒，在被妃雪拒絕後，首先提議使用星靈來教訓妃雪與拓兒，最後卻因為與妃雪實力上的落差而反被教訓了一頓。
持有己級星靈「霓星」，能力為電擊屬性的星靈，衛聖梓於第一話裡透過將霓星附著於手機上，並將手機儲存的電氣作為能力輔助，讓霓星不僅發出數倍強度的電擊，還能召喚出數量眾多的電人偶進行攻擊。
徐守娟
於漫畫第一話登場，星耀學園北斗星學院單星班學生，與妃雪及拓兒同班，比妃雪早一年進入星耀學園就讀。於入學時同衛聖梓被拓兒笑稱「廁所姊妹花」，因此事好一陣子在班上被當成笑柄，進而交不到朋友，而這件事情也導致對拓而懷恨在心，時常伺機報復或找麻煩。在妃雪入學時，與衛聖梓計畫拉攏妃雪來排擠拓兒；在被妃雪拒絕後，接受衛聖梓提議，使用星靈來教訓妃雪與拓兒，最後卻因為與妃雪實力上的落差而反被教訓了一頓。
持有己級星靈「圮絕星」，能力為在一定的範圍內設置禁止生命體出入的結界。
白帆
外號小白，於漫畫第3話登場，星耀學園風紀委員會成員，為初霜親自挑選的菁英。
毅黑
外號大黑，於漫畫第3話登場，星耀學園風紀委員會成員，為初霜親自挑選的菁英。

## 名詞解釋
| 項目       | 說明 |
| ---------- | --- |
| 星靈       | 全名為星耀精靈，遠古至今一直存在於世界的精靈，牠們會附身在有形體的生物或非生物上，藉此引發各種異常的現象，並對人類的生活與社會造成各種影響，甚至引發世界的動盪及災難。星靈依據其能力、智力、語言溝通能力、稀有度、價值性、星靈力質量等若干要素，由高等階級至低等階級共可分為，甲級星靈、乙級星靈、丙級星靈、丁級星靈、戊級星靈、己級星靈共計六種，其中甲、乙、丙三個層級的星靈由於各方面要素皆較為強勢，因此更被冠予紫微斗數的星座名稱 - 甲級星：最高等階層的十四隻星靈。力量過於強大而無法封印於星耀卡內，也是唯一能夠幻化成武器的星靈，目前為十四星家族各自繼承，與乙級以下的星靈不同，沒有重複性質的存在、也沒有亞種。 - 乙級星：僅次於十四主星之高階星靈，稀有且強大如傳說般的存在。 - 丙級星：部份星靈能力特殊且強大，這個層級以上的星靈大多持有掌控「概念性」的能力，並被冠予紫微斗數的星座名。 - 其它低階星靈：丁級、戊級、己級星靈，部份具有特殊能力，而星靈的生態是金字塔型結構、這類層級的星靈依然佔了絕大部分的比例，更甚至有接近純粹自然能源的微弱星靈也在其內。 - 人工星靈：由星耀學園所開發出來，專門用以伏靈師訓練課程的人造人工智能星靈。 |
| 星靈力     | 星靈本身所持有的能量，越高階層級的星靈所掌握的質量越高，所能利用其能力引發的現象也越強。 |
| 靈力       | 存在於任何人身體裡，所有人都擁有的一種能量體，對於伏靈師來說，其靈力一般則較常人來的更加豐沛，雖然靈力的量可經過後天提升，但靈力的質則是天生的，另外靈力的多寡也代表著地位與能力，由於伏靈師於收服星靈後，得一定程度的依靠著靈力來供養與支配星靈，因此當伏靈師的靈力越高時，所能使役的星靈層級也越高，數量與時間也相對的更多，而星靈在其能力上也較能獲得最大限度的發揮。 |
| 伏靈師家族 | 於星耀卡發明後所崛起的新興家族，這些家族來自各個國家、各行各業，伏靈師家族的結構如同金字塔般，最頂層的大型家族雖然勢力與實力龐大，但數量稀少；而中小型家族雖然各方面皆來得弱勢，但卻數量眾多。在判別一個伏靈師家族的興旺時，主要取決於家族內現役職業伏靈師數量的多寡，還有其所持有的星靈種類與能力。 |
| 十四星家族 | 被公認為最強的十四個伏靈師家族，每個家族都擁有並繼承了獨一無二的最強星靈。 |
| 星耀學園   | 神秘的貴族學園，也是全世界唯一的「伏靈師」專門培育機構，學制屬高中階段，校址位於台灣新北市烏來鄉的鄰近山區內，只有伏靈師家族的子嗣能夠申請就讀，也是目前成為職業伏靈師的唯一管道。 |
| 伏靈師     | 專門使用星耀卡來收服與操控星靈的新興靈能職業，也由於其興起，間接的造成了東、西方原有的靈能職業如：道士、巫師、陰陽師、魔法師、驅魔師......等逐漸沒落，伏靈師早期只接受委託處理各類與星靈相關的事件，但後來也漸漸從是一些非星靈相關的任務委託。 伏靈師的職業在社會上是隱性的存在，大部份在處理星靈相關的任務與事件時，皆是在檯面下作業的，大部分的伏靈師皆擁有自己所隸屬的伏靈師家族，另外也有以僱傭形式生存的伏靈師，他們如同賞金獵人般會依照任務性質、時間長短或報酬多寡……等各類型條件，來選擇其所效力的家族。 |
| 見習伏靈師 | 一般指星耀學園的學生，在成為職業伏靈師前的階段，亦統稱為見習伏靈師，相關行為準則皆受星耀學園校規所限制。 |
| 職業伏靈師 | 伏靈師家族子嗣只要年滿14歲便可將其送至星耀學園就讀，並於學滿畢業後獲頒經由星耀學園認證的職業伏靈師執照，並登錄於職業伏靈師名冊系統中，能夠獨當一面的實力派佼佼者。 |
| 星耀卡     | 能夠收服與操控星靈的卡片道具，也是伏靈師必備的武器，其組成結構為謎，一張星耀卡只能與一隻星靈簽定契約，在伏靈師界擁有各式各樣的使用規範與限制。 |

## 出版書籍

### 同人誌
| 編號 | 名稱                  | 出版日期  | 類型     |
| ---- | --------------------- | --------- | -------- |
| 1    | 星耀學園 ★ 開學篇     | 2011年7月 | 四格漫畫 |
| 2    | 星耀學園 ★ 推理篇     | 2012年2月 | 四格漫畫 |
| 3    | 星耀源靈錄            | 2012年2月 | 番外篇   |
| 4    | 星耀的日常            | 2013年7月 | 四格漫畫 |
| 5    | STAR SCHOOL DAY vol.1 | 2014年7月 | 插畫本   |

### 小說
- 星耀學園小說-赤狼的戰歌

| 卷數  | 愛尼曼數位科技 | 愛尼曼數位科技         |
| 卷數  | 出版日期       | ISBN                   |
| ----- | -------------- | ---------------------- |
| Vol.1 | 2014年3月1日   | ISBN 978-986-90384-0-9 |
| Vol.2 | 2014年7月1日   | ISBN 978-986-90384-1-6 |
| Vol.3 | 2014年9月16日  | ISBN 978-986-90384-2-3 |
| Vol.4 | 2014年12月2日  | ISBN 978-986-90384-3-0 |
| Vol.5 | 2015年5月12日  | ISBN 978-986-90384-4-7 |

### 漫畫
| 卷數 | 愛尼曼數位科技 | 愛尼曼數位科技         |
| 卷數 | 出版日期       | ISBN                   |
| ---- | -------------- | ---------------------- |
| 1    | 2016年8月11日  | ISBN 978-986-90384-6-1 |
| 2    | 2017年1月25日  | ISBN 978-986-93956-4-9 |

## 遊戲
| 標題                  | 年份      | 平台              |
| --------------------- | --------- | ----------------- |
| 星耀學園-遺願的繼承者 | 2013年7月 | XP / VISTA / WIN7 |

## 外部連結
- （繁體中文）官方網站 （页面存档备份，存于）
- （繁體中文）星耀學園的Facebook專頁
- （繁體中文）日更COMICS 星耀學園網路連載漫畫 （页面存档备份，存于）

1. ↑  . 星耀學園官方網站.   [2015-11-09]. （原始内容存档于2020-02-19） （中文）.
2. ↑  . 星耀學園官方網站.   [2015-11-09]. （原始内容存档于2020-02-20） （中文）.
3. ↑  . 星耀學園官方網站.   [2015-11-06]. （原始内容存档于2020-02-20） （中文）.
4. ↑  . 星耀學園官方網站.   [2015-11-09]. （原始内容存档于2019-09-18） （中文）.
5. ↑  . 巴哈姆特.   [2013-07-24]. （原始内容存档于2016-03-04） （中文）.
6. ↑  .   [2015-11-10]. （原始内容存档于2015-12-08）.